# 日比野和幸
日比野 和幸（ひびの かずゆき、1925年12月28日 - 2009年1月5日）は日本のジャーナリスト、エッセイストである。

## 略歴
- 旧制私立豊山中学校（現日本大学豊山高等学校）を経て、1949年（昭和24年）3月東京大学経済学部卒業。
- 同年4月朝日新聞社入社後、朝日新聞社では社会部記者を経て、1966年（昭和41年）論説委員となり夕刊コラム「素粒子」を担当、またテレビ朝日のやじうまワイドにもコメンテーターとして出演した。1993年（平成5年）から大伴閑人の名で朝日川柳の選者となる。
- 2009年1月5日、心筋梗塞のため死去[1]。

## 主な著書
- 「新聞の目玉」「新聞のヘソ」いずれも晶文社より
- 「アンダルシア紀行」カミロ・ホセ・セーラ著　日比野監訳　彩流社より
- 「川柳、もの申す」（対談イラスト山藤章二）岩波書店より